# Heiko Heßenkemper
Heiko Paul Wilhelm Heßenkemper (auch Hessenkemper; * 11. Januar 1956 in Hamm) ist ein deutscher Physiker und Politiker (bis Juni 2021 AfD). Von 2017 bis 2021 war er Mitglied des 19. Deutschen Bundestags.

## Leben
Heiko Heßenkemper wurde 1956 als Sohn eines westfälischen Bergmanns geboren. Er gibt an, nach seiner Geburt habe der Standesbeamte in die Geburtsurkunde statt der eigentlich richtigen Schreibweise Hessenkemper fälschlich Heßenkemper eingetragen. Heßenkemper studierte Physik an der TU Clausthal und war anschließend bis 1989 Wissenschaftlicher Mitarbeiter am Institut für Nichtmetallische Werkstoffe der TU Berlin. Im gleichen Jahr wurde er mit einer Arbeit zu mechanischen Eigenschaften hochviskoser Glasschmelzen promoviert. Er arbeitete nach seiner Dissertation bis 1992 bei Gerresheimer Glas AG in Düsseldorf und wurde dann Werksleiter der Glashütte Achern. Ein Jahr war er auch Werksleiter bei den Didier-Werken. Heßenkemper war ab 1995 Professor für Glas- und Emailtechnik an der TU Bergakademie Freiberg. Er lebt in Großschirma. Er ist der Doktorvater des AfD-Politikers Rolf Weigand.

## Politik und Positionen
Heßenkemper trat 2014 in die AfD ein. Seinen Eintritt begründete er auch damit, dass Thilo Sarrazin wegen seiner Thesen von Medien „fertiggemacht“ würde. Er kämpfte nun laut Die Zeit gegen die „ideologisierten Medien“. Er plädiert dafür, die Rundfunkstaatsverträge zu kündigen.
Heßenkemper war Mitglied im Kreistag Mittelsachsen 2014 bis 2019. Er kandidierte 2017 als Direktkandidat für ein Bundestagsmandat im Wahlkreis 161 Mittelsachsen und zog, nachdem er das Direktmandat gegen Veronika Bellmann (CDU) sehr knapp verfehlt hatte, über Platz 6 der Landesliste der AfD Sachsen in den 19. Bundestag ein. Als sein „Feindbild“ nannte er die „linksfaschistoide“, „politisch-medialen Klasse“ aus Politikern, Medien, Unternehmern und Gewerkschaften. Die Einwanderung sieht er als einen Versuch der „Umvolkung“, um linkes Wählerpotenzial zu gewinnen und „Deutschland als Zivilisation zu vernichten.“ Er spricht sich für eine Politik nach Vorbild Australiens aus. Heßenkemper wendet sich „gegen die Ausplünderung und Auslöschung Deutschlands“. Sein Ziel für die Legislaturperiode sei der „Aufbau einer umfassenden Rückführungskultur und eine Umstrukturierung der Finanz- und Steuersituation“. Forschungs- und Wirtschaftspolitik soll entbürokratisiert und dem Mittelstand Anreize für Forschung und Entwicklung gegeben werden. In der Verkehrspolitik soll der öffentliche Verkehr und die Bahn stärker gefördert werden, Elektromobilität dagegen weniger. Als Ursache für innenpolitische Probleme sieht Heßenkemper die „politisch-medial geförderte Umvolkungspolitik“, die er bekämpfen will. Er spricht sich für eine Stärkung der Polizei aus.
Im 19. Deutschen Bundestag war Heßenkemper ordentliches Mitglied im Ausschuss für Wirtschaft und Energie. Zudem gehörte er als stellvertretendes Mitglied dem Ausschuss für Umwelt, Naturschutz und nukleare Sicherheit, sowie dem Ausschuss für Bildung, Forschung und Technikfolgenabschätzung an. Dabei setzte er sich unter anderem für die Fertigstellung der Pipeline Nord Stream 2 ein sowie gegen US-amerikanische Sanktionen gegen Russland beziehungsweise dieses Projekt, weil Deutschland das Erdgas für die Energiewende brauche.
Nach der Bundestagswahl 2017 charakterisierte die Wochenzeitung Die Zeit Heßenkemper als „ultrarechts“ innerhalb der AfD. Im Oktober 2017 nahm er als Sprecher an der Pegida-Demonstration zum dreijährigen Bestehen der Protest-Bewegung teil, nachdem er sich bereits Anfang des Jahres für eine Zusammenarbeit mit Pegida ausgesprochen hatte. In seinem Heimatwahlkreis rief er Anfang 2018 Lokalpolitiker auf „Widerstand gegen die Flüchtlingspolitik der Bundesregierung leisten, die zu Lasten der deutschen Steuerzahler und Sozialsysteme gehe“.
Von Juni 2018 bis mindestens Februar 2019 konnte Heßenkemper wegen Komplikationen nach einem schweren Unfall, einem Schlaganfall und einer Herz-OP seine Aufgaben als Bundestagsabgeordneter nicht wahrnehmen. Danach kehrte er schrittweise, trotz einer starken Gehbehinderung, in seine Funktionen in der Fraktion zurück.
2019 berichteten Medien, dass einer der Mitarbeiter von Heßenkemper wegen eines tödlichen Überfalls vorbestraft ist und Mitglied des inzwischen verbotenen Gremium MC war und den Abgeordneten nun in Sicherheitsfragen berate. Im Oktober 2019 hielt Heßenkemper eine Rede bei einer Demonstration von Pegida.
Bei der parteiinternen Aufstellungsversammlung für den AfD-Direktkandidaten im Bundestagswahlkreis Mittelsachsen (WK 161) zur Bundestagswahl 2021 konnte sich Heßenkemper im Oktober 2020 nicht mehr durchsetzen und schied somit mit Ablauf des 19. Deutschen Bundestages aus dem Parlament aus. Am 29. Juni 2021 trat Heßenkemper aus Partei und Fraktion aus, am 24. August 2021 wurde er wieder Mitglied der AfD-Fraktion.